# マイケル・ケンナ
マイケル・ケンナ（Michael Kenna、1953年 - ）は、アメリカ合衆国在住のイギリス人風景写真家で、白黒の写真を好む。

## 人物・経歴
ケンナはイギリスのセント・ジョセフ大学アップホランド校（ランカシャー州）と Banbury School of Art（オックスフォード州）、ロンドン・カレッジ・オブ・ペインティングで学び、1980年代にアメリカのサンフランシスコに移り、ルース・バーンハード（Ruth Bernhard）のもとで働く。
ケンナのこの世のものとも思えないような光に写し出された独特の風景写真は、夜と夜明けに10時間にもおよぶ露光により作り出されたものである。ケンナは1986年頃から主力機としてハッセルブラッドの中判カメラを使用するようになるが、ケンナの写真のほとんどがフィルムサイズが6×6cmの正方形写真であるのはハッセルブラッドを使用しているからである。例外は、依頼されて大判カメラ（フィルムサイズ：4x5インチ）で撮影したモニーク幼稚園の写真などである。
ケンナの写真展はアジアやオーストラリア、ヨーロッパ、アメリカ合衆国のギャラリーや美術館で開催されており、そして彼の写真はナショナル・ギャラリー（ワシントンD.C.）や Patrimoine photographique（パリ）、Museum of Decorative Arts（プラハ）、ヴィクトリア&アルバート博物館（ロンドン）の収集品となっている。2000年にフランス文化省はケンナに芸術・文学のシュバリエ章を授与した。
ケンナは2006年に開催されたイラン人写真家モハマドレザ・ミルザエイの写真展『ヒューマン』に序文を寄せた。

## ケンナの木
（本節は『東京新聞』“「ケンナの木」切られた”（2009年10月28日、25面）を参考文献とする。）
北海道屈斜路湖の砂湯キャンプ場（弟子屈町）にはケンナが「彼女」と呼ぶミズナラと思われる木があった（→写真）。「彼女」の幹は湖畔から湖に向って斜めに大きく傾いて伸びており、写真ファンから「ケンナの木」と呼ばれ、人気のある被写体となっていた。ケンナは2002年以降毎年のように屈斜路湖を訪れてこの木を撮影しており、その写真は『HOKKAIDO』（2006年）に掲載されている。
この「ケンナの木」は2009年8月に伐採された。砂湯キャンプ場は硬い岩盤の上にあるために樹木は土中に深く根を伸ばすことができず、強風による倒木も多い。「ケンナの木」も根が浅かったために数年前からその成育状態は悪かった。キャンプ場を管理する自然公園財団は倒木の危険があると判断し、環境省の許可を得て伐採に至った。同財団はこの木が有名な木であることを知らなかったという。「彼女」の伐採を知ったケンナはホームページの表紙にこの木の写真を掲載した。

## 写真集
和書
- 『HOKKAIDO』（初版）出版協同社、2006年5月20日。ISBN 978-4879700537。
- 『レトロスペクティヴ2』河出書房新社、2005年2月11日。ISBN 978-4309906119。
- 『日本』エディシオン・トレヴィル、2003年2月。ISBN 978-4309905174。
- 『A TWENTY YEAR RETROSPECTIVE』エディシオントレヴィル、2002年12月。ISBN 978-4309904696。
- 『ノートル・ガーデン』トレヴィル、1997年5月。ISBN 978-4845711154。

洋書
- Mont St Michel (1st ed.), Nazraeli Press, (21 Nov 2007), ISBN 978-1590052051
- Hokkaido, Nazraeli Pr, (31 Aug 2006), ISBN 978-1590051399 -（和書あり）
- A 20 Year Retrospective (3rd Revised ed.), Nazraeli Pr, (31 Mar 2003), ISBN 978-1590050194 -（和書あり）
- Japan, Nazraeli Press, (14 Mar 2003), ISBN 978-1590050439 -（和書あり）
- Le Notre's Gardens (2nd ed.), Ram Pubns & Dist, (1 Jun 1999), ISBN 978-0963078537 -（古い版の和書あり）

## 受賞歴
- ブルックス大学名誉修士号（アメリカ・カリフォルニア州サンタバーバラ、2003年）
- シュバリエ章（フランス、2000年）
- Golden Saffron賞（スペイン、1996年）
- Institute for Aesthetic Development賞（アメリカ、1989年）
- Art in Public Buildings賞（アメリカ、1987年）
- イモージン・カニンガム賞（アメリカ、1981年）
- 東川賞特別賞（日本、2016年）